# Musculus thyreoarytenoideus

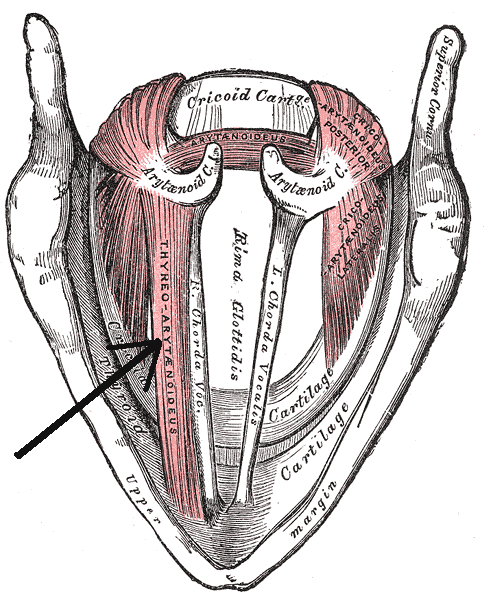
A hangrés (a nyíl mutatja a kifeszített izmot)

A musculus thyreoarytenoideus egy apró izom a hangszalagok mellett.

## Eredés, tapadás, elhelyezkedés
A pajzsporcról (cartilago thyroidea) és a ligamentum cricothyreoideumról ered. A kannaporcon (cartilagines arytenoidea) tapad.

## Funkció
Segít közelíteni a hangszalagokat beszéd közben.

## Beidegzés
A nervus vagus nervus laryngealis recurrens ága idegzi be.

## Külső hivatkozások
- Fül-orr-gége